# Міністерство інновацій, науки та технології Ізраїлю
Міністерство інновацій, науки та технології Ізраїлю (івр. משרד החדשנות, המדע והטכנולוגיה‏‎) — урядова установа Ізраїлю, яка контролює інновації, науку та технології в Ізраїлі.
Міністерство відповідає за сприяння розвитку науки, дослідження та наукові розробки в Ізраїлі, вироблення політики та надання консультацій з цих питань для наукових кадрів, які перебувають у підпорядкуванні уряду. Крім того, міністерство відповідає за «Ізраїльське космічне агентство». До квітня 2013 року іменувалося Міністерством науки та технології.